# Doosparadox van Bertrand
De doosparadox van Bertrand is een klassieke paradox van de kansrekening. Hij is geïntroduceerd door Joseph Bertrand in zijn werk Calcul des probabilités (1889).
Er zijn drie doosjes met elk twee munten. Eén doosje bevat twee gouden munten, een ander twee zilveren munten en een derde een gouden en een zilveren munt. Kies willekeurig een doosje, en pak daaruit zonder te kijken, dus geheel willekeurig, een munt. Deze blijkt van goud te zijn. Wat is nu dan de kans dat de andere munt ook van goud is? Gevoelsmatig wordt vaak gedacht dat die kans 1/2 is. Er zijn immers twee mogelijkheden voor de tweede munt en die zijn op het eerste gezicht even waarschijnlijk. Maar in feite is de kans 2/3.
Dit is als op verschillende manieren in te zien.

## Door logica
De kans dat de andere munt in een doosje ook een gouden munt is in de gegeven situatie dat de eerste munt in het doosje van goud is, is gelijk aan de kans dat de andere munt in een doosje ook een zilveren munt is in de gegeven situatie dat de eerste munt in het doosje van zilver is, dus ook gelijk aan de kans dat de andere munt in een doosje van hetzelfde metaal is als de eerste munt in het doosje. Die kans is 2/3.
Daarnaast kan er ook gesteld worden dat, doordat er een gouden munt getrokken is, het doosje met twee zilveren munten sowieso afvalt. Er blijven dan twee doosjes over, met in totaal 3 gouden munten. Twee van die drie (2/3) zitten in “doosje A” en één van die drie (1/3) in “doosje B”. De kans dat de eerste gouden munt uit “doosje A” is gepakt (het doosje met twee gouden munten) is dus groter (2/3) dan dat deze uit “doosje B” is gepakt (1/3). De kans dat de tweede munt ook van goud is, is dus 2/3.

## Met kansrekening
Er zijn zes mogelijkheden op deze manier een munt te trekken:
{\displaystyle \{gG,Gg\},\{Gz,gZ\},\{zZ,Zz\}},
waarin de hoofdletter de getrokken munt aanduid. In twee van de zes gevallen komt die munt uit het doosje met de twee gouden munten, en slechts in een op de zes gevallen uit het doosje met een gouden en een zilveren munt. De verhouding van deze mogelijkheden is dus
{\displaystyle {\frac {1/3}{1/3+1/6}}={\tfrac {2}{3}}}
Formeel wordt dit als volgt beschreven. Noem het doosje met de twee gouden munten {\displaystyle gg}, het doosje met een gouden en een zilveren munt {\displaystyle gz} en het doosje met twee zilveren munten {\displaystyle zz}. Dan is:
{\displaystyle P(gg)=P(gz)=P(zz)={\tfrac {1}{3}}}
Noem de gebeurtenis dat de getrokken munt van goud is {\displaystyle G}. De kans op een gouden munt uit {\displaystyle gg} is 1, voor {\displaystyle gz} is de kans op een gouden munt 1/2 en voor {\displaystyle zz} is het onmogelijk. De (voorwaardelijke) kansen gegeven de doosjes zijn dus
{\displaystyle P(G|gg)=1,P(G|gz)={\tfrac {1}{2}},P(G|zz)=0}
De (voorwaardelijke) kans dat de getrokken gouden munt uit doosje {\displaystyle gg} komt is volgens het theorema van Bayes:
{\displaystyle P(gg|G)={\frac {P(G|gg)P(gg)}{P(G|gg)P(gg)+P(G|gz)P(gz)+P(G|zz)P(zz)}}={\frac {\frac {1}{3}}{{\frac {1}{3}}+{\tfrac {1}{6}}+0}}={\tfrac {2}{3}}}

## Varianten
Er zijn veel varianten mogelijk op dit probleem, bijvoorbeeld met kaarten met markeringen op beide kanten van de kaart. Het 'driedeurenprobleem' en 'De drie gevangenen' zijn verwante problemen.